# Susan Howe

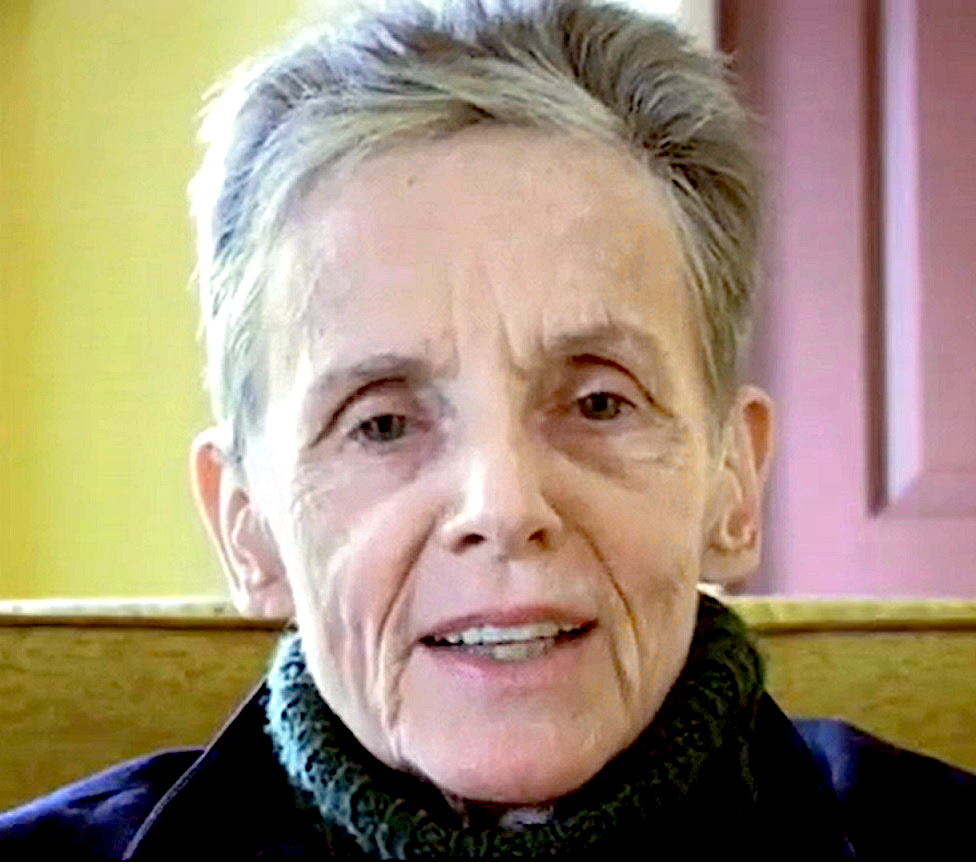
Susan Howe (circa 2004)

Susan Howe (* 10. Juni 1937 in Boston, Massachusetts) ist eine US-amerikanische Dichterin.

## Leben
Howe wurde 1937 in Boston, Massachusetts, als Tochter des Juristen und Historikers Mark De Wolfe Howe und der irischen Schriftstellerin und Schauspielerin Mary Manning geboren. Ihre jüngere Schwester Fanny (1940–2025) wurde später ebenfalls Dichterin. Howe studierte zunächst Schauspielerei in Dublin und dann Malerei an der Boston Museum School of Fine Arts. Mit Ausstellungen in New Yorker Galerien konnte sie auch einigen Erfolg als Künstlerin vorweisen, ehe sie sich Anfang der 1970er Jahre der Lyrik zuwandte. Von 1989 bis 2007 lehrte sie als Samuel P. Capen Chair of Poetry and the Humanities an der University at Buffalo. Von 2001 bis 2006 war sie Chancellor der Academy of American Poets. Ihr Vorlass befindet sich im Archiv der Yale University.
Howe war dreimal verheiratet. Aus ihrer ersten Ehe mit dem Maler Harvey Quaytman (1937–2002) entstammt Howes Tochter, die Malerin und Installationskünstlerin R. H. Quaytman (* 1961); aus der zweiten Ehe mit dem Bildhauer David von Schlegell (1920–1992) ging ein Sohn hervor, der Schriftsteller Mark von Schlegell (* 1967). Eine dritte Ehe verband sie mit dem Philosophen Peter Hewitt Hare (1935–2008). Sie lebt in Guilford, Connecticut.

## Werk
Howe gilt als eine der bedeutendsten Dichterinnen ihrer Generation. Sie wird häufig den sogenannten Language poets zugerechnet, einer Gruppe von Dichtern, die in den 1960er und 1970er Jahren damit begann, mit einer dekonstruktivistischen Herangehensweise an die Lyrik traditionelle Formideen der Literatur zu durchbrechen. Das zeigt sich bei Howe beispielsweise daran, dass auch die Anordnung einzelner Wörter oder Verse im Gedicht eine große Rolle spielt; zum Beispiel sind in einigen ihrer Gedichte Wörter durchgestrichen, in anderen klaffen große Leerstellen zwischen den Wörtern. Auch greift Howe auf phonetische Anspielungen und Doppeldeutigkeiten zurück (siehe „Homophon“). Ihre Gedichte gelten zudem als genre-übergreifend und beschäftigen sich häufig mit historischen Themen, wofür Howe mitunter auch Primärquellen in ihren Gedichten zitiert. Nicht selten finden sich auch feministische Ansätze in ihren Werken.
Howes erster Gedichtband Hinge Picture verwebt Mythen und literarische Werke der Antike zu einer Erzählung über einen vergessenen Schriftsteller am Übergang zwischen Vorgeschichte und Frühgeschichte. Unter ihren nächsten Gedichtbänden befindet sich mit The Liberties (1980) ein Gedichtband über den Schriftsteller Jonathan Swift und seine Muse Esther Johnson. 1983 nutzte Howe das Topos des Prager Fenstersturzes als Auslöser des Dreißigjährigen Kriegs zwischen Protestanten und Katholiken in ihrem Gedichtband Defenestration of Prague für eine Anspielung auf den Nordirlandkonflikt. Zwei Jahre später folgte mit My Emily Dickinson ein Band über die gleichnamige Dichterin. 1989 griff sie in A Bibliography of the King’s Book das sogenannte Eikon Basilike auf, ein Buch aus dem Jahr 1649, das angeblich vom kurz zuvor enthaupteten englischen König Karl I. verfasst wurde. Spätere Werke beschäftigten sich zum Beispiel mit den Indianerkriegen im kolonialen Neuengland (Singularities, 1990), mit dem Mathematiker und Philosophen Charles Sanders Peirce (Pierce-Arrow, 1999), ihrer irischen Herkunft und dem Landschaftsarchitekten Frederick Law Olmsted (The Midnight, 2003), oder der utopischen Sekte der Labadisten (Souls of Labadie Tract, 2007). Teil ihres Spätwerks sind auch einige Kooperationen mit anderen Künstlern, wie mit dem Fotografen James Welling (That This, 2010) oder dem Musiker David Grubbs (Frolic Architecture, 2011: Woodslippercounterclatter, 2014). Ein anderes Projekt unternahm sie mit ihrer Tochter R. H. Quaytman zu Edward Clodds Tom Tit Tot.
Neben der Lyrik beschäftigte sich Howe hin und wieder auch mit Themen der Literaturkritik und -wissenschaft. So veröffentlichte sie 1993 das literaturwissenschaftliche Buch The Birth-Mark: Unsettling the Wilderness in American Literary History, das sich mit kolonialen Autoren wie Anne Hutchinson und Cotton Mather und späteren US-amerikanischen Schriftstellern wie Emily Dickinson und Herman Melville beschäftigte. Über den Filmemacher Chris Marker veröffentlichte sie 2013 das Sachbuch Sorting Facts, or Nineteen Ways of Looking at Marker. Auch ihr Gedichtband über Emily Dickinson wird teils als literaturkritisches Werk verstanden.

## Ehrungen
- 1981: American Book Award[7]
- 1986: American Book Award[7]
- 1996: Guggenheim-Stipendium[1]
- 1999: Aufnahme in die American Academy of Arts and Sciences[1]
- 2011: Bollingen Prize in American Poetry[3]
- 2017: Frost Medal[8]
- 2018: Griffin Poetry Prize für Debths[1]

## Veröffentlichungen (Auswahl)
- Hinge Picture. Telephone Books, New York 1974.
- Chanting at the Crystal Sea. Fire Exit/William Corbett, Boston 1975.
- Secret History of the Dividing Line. Telephone Books, New York 1978.
- The Liberties. Loon Books, Guilford 1980.
- Defenestration of Prague. The Kulchur Foundation, New York 1983, ISBN 0-936538-06-6.
- My Emily Dickinson. North Atlantic Books, Berkeley 1985, ISBN 0-938190-52-0.
- A Bibliography of the King’s Book, or, Eikon Basilike. Paradigm Press, Providence 1989, ISBN 0-945926-13-8.
- Singularities. Wesleyan University Press, Middletown 1990, ISBN 0-8195-1194-3.
- The Nonconformist’s Memorial. New Directions, New York 1993, ISBN 0-8112-1229-7.
- Pierce-Arrow. New Directions, New York 1999, ISBN 0-8112-1410-9.
- Kidnapped. Coracle, Clonmel 2002.
- The Midnight. New Directions, New York 2003, ISBN 0-8112-1538-5.
- Souls of Labadie Tract. New Directions, New York 2007, ISBN 978-0-8112-1718-7.
- That This. New Directions, New York 2010, ISBN 978-0-8112-1918-1.
- Spontaneous Particulars: The Telepathy of Archives. New Directions, New York 2014, ISBN 978-0-8112-2375-1.
- Debths. New Directions, New York 2017, ISBN 978-0-8112-2685-1.
- Concordance. New Directions, New York 2020, ISBN 978-0-8112-2959-3.

Alben
- mit David Grubbs: Thiefth. Blue Chopsticks, 2005.
- mit David Grubbs: Souls of the Labadie Tract. Blue Chopsticks, 2008.
- mit David Grubbs: Frolic Architecture. Blue Chopsticks, 2011.
- mit David Grubbs: Woodslippercounterclatter. Blue Chopsticks, 2014.

Sachliteratur
- The Birth-Mark: Unsettling the Wilderness in American Literary History. Wesleyan University Press, Middletown 1993, ISBN 0-8195-6263-7.
- Sorting Facts, or Nineteen Ways of Looking at Marker. 2013, ISBN 978-0-8112-2039-2.

(Teil)werkausgaben
- The Europe of Trusts: Selected Poems. New Directions, New York 1990. ISBN
- Frame Structures: Early Poems 1974–1979. New Directions, New York 1996, ISBN 0-8112-1322-6.
- The Quarry: Essays. New Directions, New York 2015, ISBN 978-0-8112-2246-4.